# Anča a Pepík
Anča a Pepík je český kreslený komiksový seriál o dvou antropomorfních myších z Ušína, který začala roku 1986 kreslit Lucie Lomová. Nejprve na jeho přípravě spolupracovala se svojí sestrou Ivanou, ale ta posléze – počátkem devadesátých let 20. století – dala přednost vlastní tvorbě a Lucie Lomová se seriálu nadále věnovala sama.

## Historie
První díl Anči a Pepíka vyšel v roce 1989 v edici Ilustrované sešity (IS) 133, které připravilo nakladatelství Panorama pod názvem Anča a Pepík na stopě. Redakce Čtyřlístku poté Lucii Lomové nabídla prostor pro volné pokračování. Příběhy na stránkách Čtyřlístku vycházely v letech 1991 - 2000.
Následně sebrané příběhy vyšly mezi roky 2004 a 2007 v nakladatelství Academia ve třech souborných svazcích: Anča a Pepík, Anča a Pepík zasahují a Anča a Pepík opět v akci. V letech 2016 - 2018 nakladatelství Práh vydalo nové souborné vydání rozdělené do pěti knih Anča a Pepík 1-5.
Divadelního zpracování se příběhy dočkaly v roce 2008, od kdy putovní loutkové divadlo Buchty a loutky (Švandovo divadlo) uvádí volnou adaptaci příběhu Kafemlýnek.
V roce 2017 Česká televize na stanici ČT :D poprvé odvysílala sedmidílný animovaný seriál Anča a Pepík, který režíroval Michal Žabka. Dalších šest příběhů bylo pro ČT :D zpracováno v roce 2022.
Pro Českou televizi také vyšly tři webové hry s názvem: Anča a Pepík v čarovném lese (2017), Anča a Pepík: To nebude hračka (2018) a Anča a Pepík proti silám zla (2022).

## Příběhy
Příhody Anči a Pepíka jsou zejména v prvních sériích detektivní příběhy odehrávající se na venkově v prvorepublikovém světě, ve kterých není nouze o zloděje, únosce či podvodníky. S přispěním Anči a Pepíka jsou nepoctivci vždy dopadeni a po zásluze potrestáni. 
Dalším námětem pro dobrodružství obou myšek jsou pohádkové světy, ve kterých se objevují nadpřirozené bytosti, princezny a rytíři. Příběhy i jejich výtvarné provedení mají nadčasový charakter, svou oblibu si proto získávají i 30 let po prvním vydání.

## Seznam dílů včasopise Čtyřlístek
Přehled všech dílů seriálu vydaných v časopise Čtyřlístek (1991-2000):
1. V ohrožení
2. Návštěva
3. Skandál ve městě
4. Na hradě
5. Miss myš
6. V horách
7. U moře
8. Starý zubr
9. Dítě
10. Vánoční
11. Roura
12. Útroby zemské
13. V galerii
14. Strýc René
15. Draci
16. Strašidelná škola
17. Střelec Robert
18. Bezhlavý rytíř
19. Zmizení sošky
20. Vodopád přízraků
21. Kouzelný kamínek
22. Dvě sestry
23. Žroutovec
24. Richardo
25. Věštba
26. V pohádce
27. Koloběžky
28. Bojovka
29. Dvojboj
30. Zakletý kouzelník
31. Kufřík
32. Ledové víly
33. Anča obrem
34. U starých myšanů
35. Výlet s Robertem
36. Čertovský hrádek
37. Opička
38. Příšera
39. Sněhulák
40. Abrak
41. Záhadný holub
42. Obvinění
43. Orlí hrad
44. Koník
45. Běh osla
46. Fantom Ušína, část první
47. Fantom Ušína, část druhá
48. V balóně
49. V zajetí
50. Ovocnářka
51. Dáma v modrém
52. Kapr
53. Tajemství hor
54. Kafemlýnek
55. Den prasátek
56. Tři hračky
57. Deštník
58. Studnou do pohádky, 1. část – Zrádce
59. Studnou do pohádky, 2. část – Slepice
60. Studnou do pohádky, 3. část – Kouzla a modré hory
61. Studnou do pohádky, 4. část – Na hrad!
62. Studnou do pohádky, 5. část – Vítězství

## Seznam dílů večerníčků
Večerníček Anči a Pepíka měl dvě série sestávající z následujících dílů:

### Série 1 (2017)
- Skandál ve městě (premiéra 12. března 2017)[12]
- Dvě sestry
- U starých Myšanů
- Starý Zubr
- Anča obrem
- Čertovský hrádek
- Strýc René

### Série 2 (2022)
- Den prasátek (premiéra 27. února 2022)[13]
- Vodopád přízraků (premiéra 6. března 2022)
- Příšera (premiéra 13. března 2022)
- Zakletý kouzelník (premiéra 20. března 2022)
- Fantom Ušína (premiéra 27. března 2022)
- Vánoční příběh (premiéra 3. dubna 2022)

## Knižní vydání
- LOMOVÁ, Lucie. Anča a Pepík. 1. vyd. Praha: Academia, 2004. 157 s. ISBN 80-200-1275-3.
- LOMOVÁ, Lucie. Anča a Pepík zasahují: sebrané myšky II. 1. vyd. Praha: Meander, 2006. 158 s. (Pro Emu; sv. 1). ISBN 80-86283-46-1.
- LOMOVÁ, Lucie. Anča a Pepík opět v akci: sebrané myšky II. 1. vyd. Praha: Meander, 2007. 163 s. (Pro Emu; sv. 2). ISBN 978-80-86283-00-5.
- LOMOVÁ, Lucie. Anča a Pepík. 1. vyd. Svazek 1. Praha: Práh, 2016. 108 s. ISBN 978-80-7252-613-0.
- LOMOVÁ, Lucie. Anča a Pepík. 1. vyd. Svazek 2. Praha: Práh, 2016. 104 s. ISBN 978-80-7252-614-7.
- LOMOVÁ, Lucie. Anča a Pepík. 1. vyd. Svazek 3. Praha: Práh, 2017. 102 s. ISBN 978-80-7252-686-4.
- LOMOVÁ, Lucie. Anča a Pepík. 1. vyd. Svazek 4. Praha: Práh, 2017. 103 s. ISBN 978-80-7252-687-1.
- LOMOVÁ, Lucie. Anča a Pepík. 1. vyd. Svazek 5. Praha: Práh, 2018. 102 s. ISBN 978-80-7252-741-0.